# Allomyella unguiculata
Allomyella unguiculata är en tvåvingeart som först beskrevs av Malloch 1919.  Allomyella unguiculata ingår i släktet Allomyella och familjen kolvflugor. Inga underarter finns listade i Catalogue of Life.